# Clavariachaete
Clavariachaete is een geslacht van schimmels behorend tot de familie Hymenochaetaceae. De typesoort is Clavariachaete rubiginosa.

## Soorten
Volgens Index Fungorum telt het geslacht twee soorten (peildatum januari 2022):
| Soortnaam                 | Auteur(s)                             | Publicatiejaar |
| ------------------------- | ------------------------------------- | -------------- |
| Clavariachaete peckoltii  | (Lloyd) Corner                        | 1950           |
| Clavariachaete rubiginosa | (Berk. & M.A. Curtis ex Cooke) Corner | 1950           |